# Federico Volpini de Rueda
Federico Volpini de Rueda (Madrid, 1925 - 26 d'abril de 2018) va ser un periodista espanyol. En 1966 va treballar com a reporter a "A toda plana", el 1968 va assumir la primera corresponsalia de TVE en Brussel·les com a corresponsal diplomàtic i econòmic i va acabar cobrint els esdeveniments de maig del 68 i va acabar en la corresponsalia de París. va treballar a Los reporteros (1974-1976) i posteriorment va ser corresponsal a Amèrica Central i del Sud. En 1977 fou nomenat corresponsal a Veneçuela i destituït en 1983. És el pare de l'escriptor i radiofonista Federico Volpini Sisó (1952).

## Biografia
Fill de Federico Volpini i Amalia de Rueda. El seu pare i abans el seu avi havien estat empresaris del Teatro Real de Madrid. Durant la guerra civil va ser un dels nens evacuats d'Espanya. Va tornar a abandonar de nou el país després d'escriure sobre el franquisme en una revista de la universitat pel que va ser condemnat a no poder-se examinar en 5 anys. Se'n va anar a Colòmbia on va estudiar periodisme en la Pontifícia Universitat Javeriana de Bogotà. En una entrevista explica que va començar a treballar en el diari El Siglo de Bogotá i va organitzar la primera Volta ciclista a Colòmbia. Amb tot just 22 anys van acabar nomenant-li Director General d'Esports amb categoria de ministre -explica- assenyalant que l'esport ha estat sempre en la seva vida. També va ser professor de la Universitat d'Estocolm.
En 1952 va néixer el seu fill a Bogotà. Un any més tard, en 1953 el cop militar de Rojas Pinilla ho retorna a Espanya on es vivia l'apogeu de les superproduccions nord-americanes cinematogràfiques i va començar a fer d'extra. Al temps va crear una empresa per a proveir especialistes i figurants i va treballar especialment amb Samuel Broston.
Després es va dedicar al periodisme. Es va incorporar a Televisió Espanyola en 1965. En 1968 va ser nomenat corresponsal a Brussel·les i va acabar fent la cobertura informativa del Maig del 68 en París.
Al costat de González Green, De la Quadra Salcedo, Alberto Vázquez Figueroa i Ángel Marrero van cobrir el Maig del 68 a França, la primavera de Praga, la Guerra dels Sis Dies, el genocidi de Biafra i les guerres civils a Centreamèrica.
En 1974 va ser nomenat Director de Programes per a l'Exterior a TVE.
En agost de 1977 fou nomenat corresponsal a Veneçuela. El va succeir en la corresponsalia de Centreamèrica Ana Cristina Navarro al desembre de 1983.
El 21 de març de 1985 va ser acomiadat per TVE al·legant abandó de servei en el moment en el qual s'acaba de complir un període de permís sense sou i no es va incorporar al servei en el temps preceptiu. El periodista va reclamar davant els tribunals de treball al·legant malaltia però magistratura va desestimar el permís.
En 1987 va publicar Desde Managua en el qual denuncia el que va denominar "la dictadura marxista" després del triomf de la revolució sandinista.
En 1995 es va presentar a les eleccions a Corts de Castella i Lleó per l'Agrupació Independent d'Àvila.
En 2000 va publicar Diario de un reportero en el qual va recollir les anècdotes al llarg de la seva carrera periodística.

## Publicacions
- Desde Managua (1987) Editor: Plaza&Janés ASIN: B001V9G63E
- Diario de un reportero. (2000) Editorial: Foca Ediciones y Distribuciones Generales S.L. ISBN 8493048186

## Premio
- Antena de Oro 1972